# Kauffman Stadium
Il Kauffman Stadium (precedentemente Royals Stadium) è uno stadio di baseball situato a Kansas City nel Missouri. Ospita le partite dei Kansas City Royals di MLB.

## Storia
Lo stadio fu inaugurato il 10 aprile 1973 con una vittoria dei Royals sui Texas Rangers; è stato ristrutturato tra il 2007 e il 2009.
Il Kauffman Stadium ha ospitato l'MLB All-Star Game nel 1973 e nel 2012.